# Королівський філармонічний оркестр Фландрії
Королівський філармонічний оркестр Фландрії (нід. Koninklijke Filharmonie van Vlaanderen, часто просто DeFilharmonie — бельгійський симфонічний оркестр, що базується в Антверпені. Заснований в нинішньому вигляді в 1956 році, спочатку під назвою Антиєвропейський філармонічний оркестр, на основі складу музикантів, зібраного продюсером Гастоном Аріеном для виконання опери Джорджа Гершвіна «Поргі і Бесс». У 1983 р. після реорганізації отримав нинішню назву. Крім Антверпена, систематично виступає в Брюгге і Генті, а також в Брюсселі.
Серед найпомітніших записів оркестру — всі симфонії Бетховена, записані Філіпом Херревеге, збірка оркестрових перекладень Моріса Равеля, 5-а симфонія Дмитра Шостаковича, твори Гії Канчелі (під управлінням Джансуга Кахідзе, соліст Мстислав Ростропович), твори фламандських композиторів (Петера Бенуа, Карела Гуйвартса, Берта Йоріса та інших).

## Головні диригенти
- Едуард Фліпсе (1961—1970)
- Енріке Хорда (1970—1975)
- Андре Вандернот (1975—1983)
- Еміл Чакир (1983—1986)
- Гюнтер Нойхольд (1986—1991)
- Тан Муха (1991—1995)
- Грант Ллевеллін (1995—1998)
- Філіпп Херревеге (1998—2002)
- Даніеле Каллегарі (2002—2008)
- Яп ван Зведен (з 2008 г.)